# Контрруління
Контрруління, контркермування використовується операторами одноколійних транспортних засобів, такими як велосипедисти та мотоциклісти, щоб ініціювати поворот у заданому напрямку, на мить повернувши кермо в протилежному напрямку («повернути кермо ліворуч щоб поїхати праворуч»). Щоб успішно реалізувати поворот, комбінований центр маси вершника та одноколійного транспортного засобу має бути нахилений в напрямку повороту, а керування на короткий час у протилежному напрямку спричиняє цей нахил. Дію вершника в контркермуванні іноді називають «даванням команди управління».:15
Наукова література не надає чіткого та всебічного визначення контркермування. Насправді «правильне розмежування зусилля, прикладеного до керма, та кута керма … робиться не завжди».

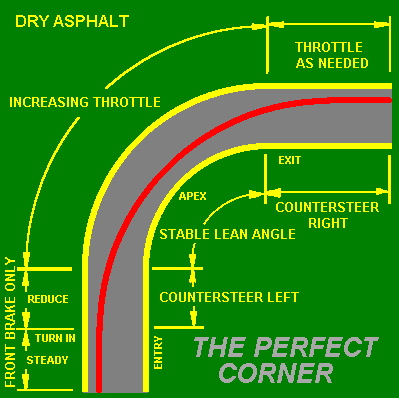
Гіпотетичний поворот на сухому асфальті

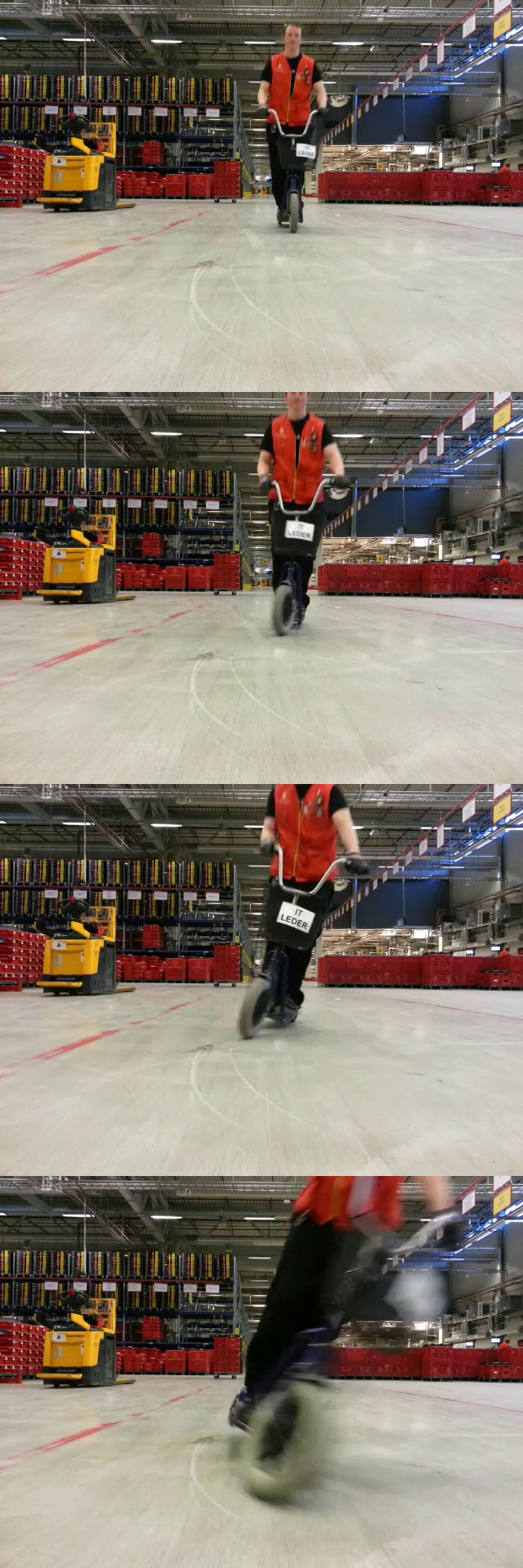
Монтаж зображень, що показують різні етапи контркермування. Тут кермо скутера спрямовується праворуч, щоб повернути ліворуч.

Під час контркермування ліворуч виконується таке:
- Прикладається зусилля на кермо, щоб повернути його вправо.
- Потім переднє колесо буде обертатися навколо осі керма праворуч, і шина буде створювати сили в плямі контакту вправо.
- Вся машина спрямовується праворуч
- Оскільки сили в плямі контакту знаходяться на рівні землі, це витягує колеса «з-під» велосипеда праворуч і змушує його нахилятися вліво.
- Наїзник, або в більшості випадків стійкість властива велосипеду, забезпечує крутний момент керування, необхідний для обертання переднього колеса назад вліво і в напрямку потрібного повороту.
- Велосипед починає поворот вліво.

Хоча це представляється складною послідовністю рухів, його виконує кожна дитина, яка їздить на велосипеді. Вся послідовність проходить в основному непоміченою для більшості вершників, саме тому деякі запевняють, що вони цього не роблять.
Також важливо розрізняти прикладене до керма зусилля, необхідне для ініціювання нахилу, необхідного для певного повороту, від тривалого зусилля і кута повороту керма, необхідних для підтримки постійного радіусу та кута нахилу, доки не настане час виходу з повороту.
- Початкове прикладене до керма зусилля і кут спрямовані в протилежну сторону від бажаного напрямку повороту.
- Тривалий час кермо спрямоване в тому ж напрямку, що і поворот.
- Постійне зусилля керування, необхідне для підтримання кута повороту керма в напрямку повороту[7] або в протилежному, залежно від швидкості руху вперед, геометрії велосипеда та комбінованого розподілу маси велосипеда та вершника.

### Потреба нахилу для повороту
Велосипед/мотоцикл може рухатись по кривій лише тоді, коли комбінований центр маси велосипеда/мотоцикла та вершника нахиляється до внутрішньої сторони повороту під кутом, відповідним до швидкості та радіусу повороту:
{\displaystyle \theta =\arctan \left({\frac {v^{2}}{gr}}\right)}
де {\displaystyle v} це швидкість руху вперед, {\displaystyle r} це радіус повороту та {\displaystyle g} це прискорення вільного падіння.
Вищі швидкості та жорсткіші повороти вимагають більших нахилів. Якщо маса спочатку не нахилиться на поворот, інерція вершника та велосипеда/мотоцикла призведе до того, що вони продовжуватимуть рухатись по прямій лінії. Перехід від їзди по прямій лінії для здійснення повороту — це процес нахилу велосипеда/мотоцикла в поворот, і найпрактичніший спосіб викликати нахил (комбінованого центру маси велосипеда/мотоцикла та вершника) — переміщення спочатку опорних точок у протилежному напрямку.

### Стабільний нахил

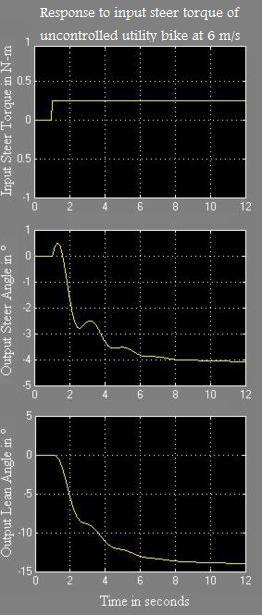
Графіки, що показують кут нахилу та кут повороту керма в неконтрольованій спрощеній моделі типового велосипеда/мотоцикла, що рухається вперед зі швидкістю у стабільному діапазоні (у цьому випадку 6 м/с), у відповідь до зусилля, прикладеного до керма, (вправо), що починається як імпульс, а потім залишається постійним. Це спричиняє початковий поворот керма праворуч, нахил вліво і, врешті-решт, стійкий нахил вліво, поворот керма вліво, і, отже, поворот вліво.

Щойно бажаного кута досягнуто, переднє колесо, як правило, слід скерувати в поворот, щоб підтримувати цей кут, бо велосипед/мотоцикл продовжуватиме нахилятися силою тяжіння, що зростає, поки бічна сторона не отримає контакт із землею  (не доторкнеться землі, ґрунту). Цей процес часто вимагає невеликих або зовсім ніяких фізичних зусиль, тому що геометрія кермової системи більшості велосипедів розроблена таким чином, що переднє колесо має сильну тенденцію кермувати в напрямку нахилу.
Фактичне зусилля, яке водій повинен застосовувати до керма, щоб підтримувати стійкий поворот — це складна функція геометрії велосипеда/мотоцикла, розподілу маси, положення вершника, властивостей шини, радіусу повороту та швидкості руху вперед. На малих швидкостях обертальний момент, необхідний для мотоцикліста, зазвичай негативний, тобто протилежний напрямку повороту, навіть коли кут повороту в напрямку повороту. На вищих швидкостях напрямок необхідного вхідного моменту часто стає позитивним, тобто в тому ж напрямку, що і поворот.

### На низьких швидкостях
На низьких швидкостях контркермування однаково необхідне, але настільки тонке, що воно приховане безперервними корекціями, які вносяться в балансування велосипеда/мотоцикла, тому часто є нижче лише помітної різниці або порогу сприйняття вершника. Контркермування при низькій швидкості може бути додатково приховане завдяки можливості значно більше повернути кермо в напрямку повороту.

### Гіроскопічні ефекти
Одним з ефектів повороту переднього колеса є момент кочення, спричинений гіроскопічною прецесією. Величина цього моменту пропорційна моменту інерції переднього колеса, його швидкості обертання (при русі вперед), швидкості, з якою вершник повертає переднє колесо, застосовуючи крутний момент до керма, і косинусу кута між кермовою віссю та вертикаллю.
До прикладу мотоцикл, що рухається зі швидкістю 22 м/с (79 км/год), що має переднє колесо з інерційним моментом 0,6 кгм2, поворот переднього колеса на один градус за пів секунди створює момент кочення 3,5 Нм. Для порівняння, бічна сила на передню шину, яка простежується з-під мотоцикла, досягає максимуму в 50Н. Це, діючи на висоті 0,6 м центру маси, генерує момент кочення 30 Нм.
Хоча момент гіроскопічних сил становить лише 12 % від цього, він може зіграти значну роль, оскільки він починає діяти, відразу як тільки вершник застосовує зусилля. Це може бути особливо корисно у гонках на мотоциклах.

## Велосипеди
Для велосипедистів контркермування може бути дуже корисним, навіть потенційно рятівним, при аварійних маневрах. Це викладається як миттєвий поворот (термін, придуманий Джоном Форестером) на курсах велосипедного руху, що пропонуються через Лігу американських велосипедистів, і як швидкий поворот на курсах CyclingSavvy, що пропонуються через Американську асоціацію велосипедистів.
Сертифіковані викладачі та інструктори CyclingSavvy навчають студентів бути готовими до раптового різкого повороту, щоб, наприклад, не бути збитими іншими транспортними засобами, які їх обігнали, а потім перетинають їхній шлях при повороті, підрізаючи велосипедиста. Миттєвий поворот ініціюється швидким смиканням керма вліво (конткермування), що ініціює необхідний нахил вправо, а потім різко повертаючи в потрібний поворот праворуч.

При контркермуванні переднє колесо спочатку трохи рухається у протилежному до повороту напрямку.

Як добре відомо на велосипедних перегонах, контркермування стає очевидним, коли виникає перешкода, що не дозволяє колесо від контркермування (наприклад, при щільному перекритті коліс або їзді впритул до бордюру). У цих ситуаціях спосіб ініціювати поворот кермом в сторону від перешкоди полягає в тому, щоб контркермувати в бік перешкоди, щоб уникнути врізання в неї. Відсутність розуміння цього принципу призводить до нещасних випадків у велосипедних гонках початківців.

## Мотоцикли
Навіть більше, ніж на велосипеді, для безпечної їзди на мотоциклі важливо навмисне контркермування, і, як правило, це частина курсів безпечної їзди, яку проводять такі організації, як Motorcycle Safety Foundation, Canada Safety Council або Australian Q-Ride. Свідоме контркермування мотоцикла є набагато ефективнішим способом керування, ніж просто нахил.:15 На більш високих швидкостях властивість самобалансу мотоцикла стає жорсткішим, а сила, прикладена до керма, призводить до менших змін кута нахилу.:16

### Навчання
Велика частина мистецтва повороту на мотоциклі — це навчитися ефективно штовхати ручки в поворотах і як підтримувати належні кути нахилу при проходженні повороту. Коли раптово виникає потреба у швидкому вилянні в одну сторону у надзвичайній ситуації, важливо, завдяки попередній практиці, знати, що контркермування є найбільш ефективним способом зміни курсу мотоцикла.:16 Багатьох нещасних випадків стається через те, що навіть досвідчені вершники, які ніколи ретельно не розвивали цю майстерність, стикаються з несподіваною перешкодою.
Для заохочення розуміння феномену навколо контркермування іноді використовується фраза позитивного кермового управління. Інші фрази — «НАТИСНИ — щоб повернути, мотоцикл повинен нахилятися», «Щоб нахилити мотоцикл, натисніть на ручку в напрямку повороту» або «Натисніть ліворуч — нахиліться ліворуч — їдьте ліворуч».
Motorcycle Safety Foundation викладає контркермування для всіх учнів у всіх своїх школах, як і всі перегонні школи. Контркермування включене у посібники та випробування мотооператорів США, такі як Вашингтон, Нью-Джерсі, Каліфорнія, та Міссурі.

### Безпека
Згідно з Hurt Report, більшість мотоциклістів у Сполучених Штатах перегальмують та зривають заднє колесо та недогальмовують переднє, намагаючись уникнути зіткнення. Вміння контркермувати і виляти по суті були відсутні у багатьох операторів мотоциклів. Часто багато мотоциклістів не підозрюють про цю концепцію через невеликий обсяг початкового контркермування, необхідного для нахилу мотоцикла, що може становити лише 0,125 секунди.

## Багатоколісні транспортні засоби

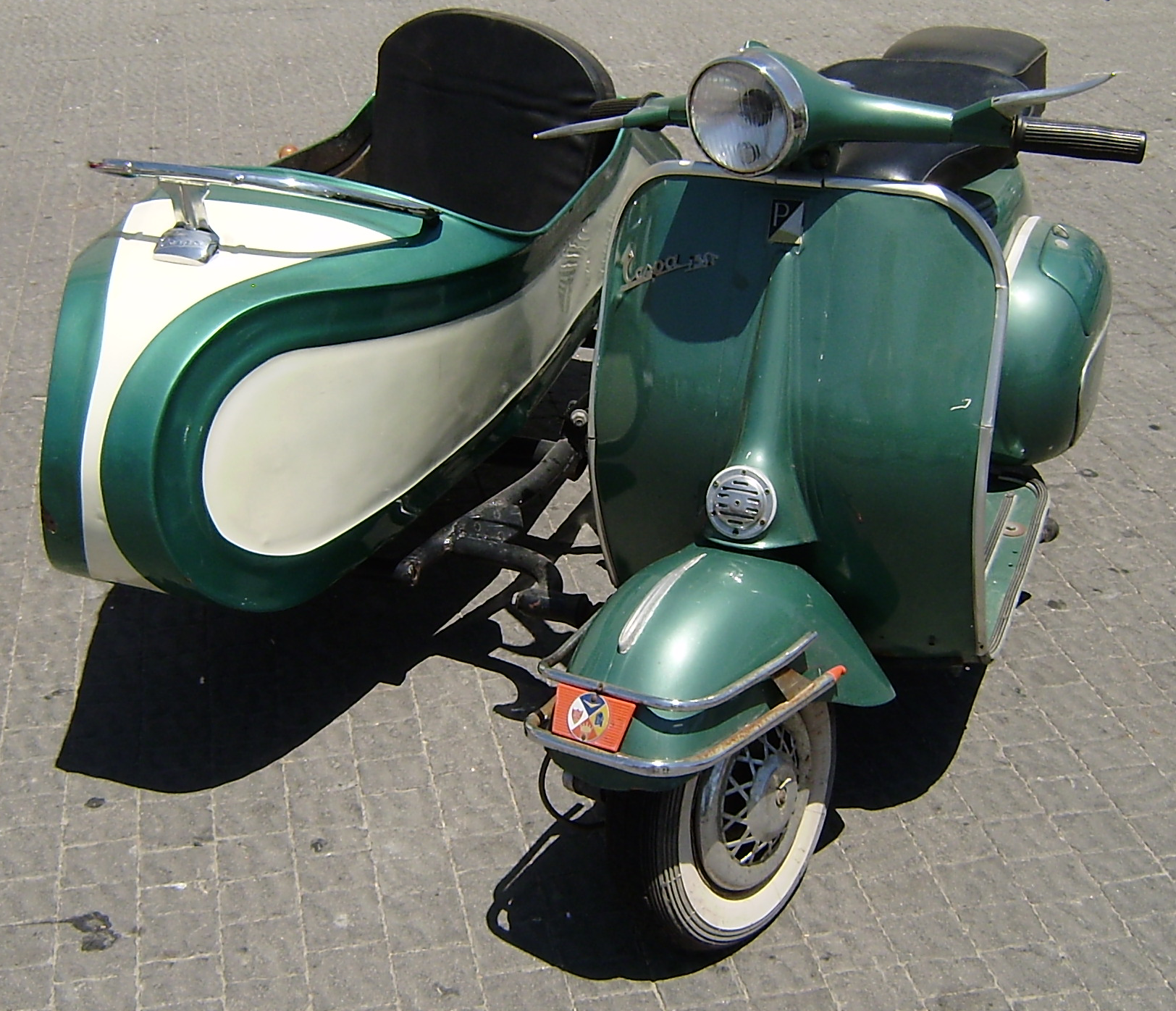
Коляска на скутері Vespa

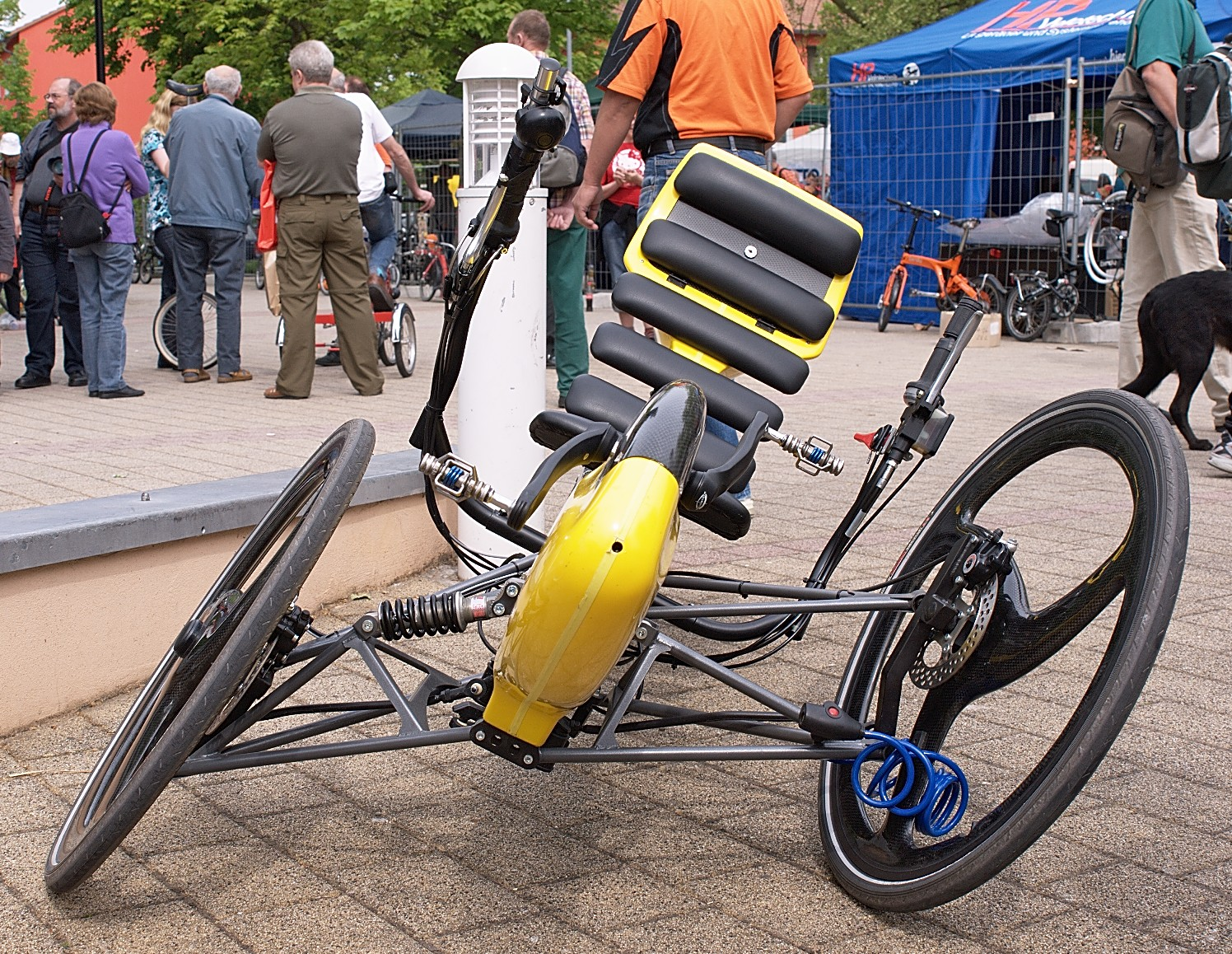
Лежачий трицикл що нахиляється Tripendo

Трьохколісні мотоцикли без можливості нахилятися не мають потреби в контркермуванні, і початкове зусилля в одному напрямку не призводить автоматично до повороту в інший бік. Сюди ж відносяться агрегати з боковою колякою з жорстким кріпленням до мотоцикла. Триколісний BRP Can-Am Spyder Roadster використовує два передні колеса, які не нахиляються, і тому він керується як автомобіль.
Деякі бічні причепи дозволяють мотоциклу незалежно нахилятися, а в деяких випадках навіть нахиляються паралельно мотоциклу. Ці транспортні засоби повинні бути контркермовані так само, як і окремий мотоцикл. Piaggio MP3 з трьома колесами використовує механічні ланки, щоб нахилити два передні колеса паралельно задній рамі, отже він контркермується як двоколісний мотоцикл.
Багатоколісні транспортні засоби що вільно нахиляються, повинні бути врівноваженими контркермуванням перед поворотом. Багатоколісні транспортні засоби, які примусово нахиляються, наприклад, Carver, нахиляються без конрткермування і не врівноважуються оператором. Пізніші версії Carver представили автоматичне контркермування для збільшення швидкості нахилу та зменшення сили, необхідної для нахилу автомобіля. Інші транспортні засоби з примусовим нахилом можуть включати можливість контркермування. В 1984 році був розроблений прототип багатоколісного автомобіля з вільним нахилом, який використовує автоматичне контркермування і не вимагає ніяких навичок балансування.

## Контрфортування за допомогою перенесення ваги
Маючи досить легкий одноколійний двохколісний транспортний засіб (особливо велосипед), вершник може ініціювати нахил і поворот, не використовуючи кермо, переміщуючи вагу тіла, який деякі автори називають контрзвзвисанням. Задокументовані фізичні експерименти показують, що на важких одноколійних двохколісних транспортний засобах (багато мотоциклів) зміщення ваги тіла є менш ефективним при ініціювання нахилу.
Для контркермування використовуючи зміщення ваги для повороту ліворуч робиться таке:
- Вершник накладає зусилля, або на сидіння через ноги, або в тулуб, що призводить до того, що велосипед/мотоцикл сам нахиляється праворуч.
- Комбінований центр маси велосипеда/мотоцикла та вершника лише опущений і не переміщений, але якщо передня частина велосипеда/мотоцикла вільно обертається навколо своєї кермової осі, нахил вправо призведе до того, що він спрямовується направо завдяки деякій комбінації гіроскопічної прецесії, сил реакції опори, сили тяжіння на центр маси або просто інерції центру мас залежно від точної геометрії та розподілу маси конкретного велосипеда/мотоцикла та кількості крутного моменту та швидкості при якій воно застосовується.[8][28]
- Контркермування вправо спричиняє те, що пляма контакту з землею рухається праворуч від центру маси, коли велосипед/мотоцикл рухається вперед, створюючи таким чином нахил ліворуч. Нарешті передня частина повертає ліворуч, і велосипед/мотоцикл переходить у лівий поворот.

Кількість кермування вліво, необхідна для врівноваження нахилу ліворуч, відповідного до швидкості руху вперед і радіусу повороту, контролюється зусиллям, що створюється наїзником, знову ж таки на сидінні або тілом.
Щоб випрямити транспортний засіб з повороту, вершник просто скасовує процедуру в'їзду в нього: змушує велосипед/мотоцикл нахилятися далі ліворуч; це призводить до того, що він спрямовується далі ліворуч, що переміщує пляму контакту колеса далі ліворуч, врешті-решт зменшуючи нахил ліворуч та виходячи з повороту.
Дослідження Національної Адміністрації Безпеки Дорожнього Руху США показало, що нахил вершника має більший вплив на легших мотоциклах, ніж на важчих що допомагає пояснити, чому кермове управління без рук менш ефективне на важких мотоциклах. Нахил тулуба відносно мотоцикла, не призводить до того, що велосипед нахиляється досить далеко, щоб створити що-небудь, крім найменших поворотів. Мотоциклісти, при їзді не тримаючись за кермо, можуть утримати важкий мотоцикл в центрі смуги руху та робити неглибокі повороти шосе, але не більше.
Складні маневри неможливі лише за допомогою перенесення ваги, оскільки навіть для легкої машини недостатньо впливу на управління. Хоча на досить легкому мотоциклі (або велосипеді) вершник може ініціювати нахил і повертати, переміщуючи вагу тіла немає жодних доказів того, що складні маневри можуть виконуватися лише завдяки перенесення ваги тіла.

## Інші види використання

Спідвей

Деякі автори також використовують термін контркермування для позначення необхідності керувати у протилежному напрямку до повороту (від'ємний кут повороту) для підтримки контролю у відповідь на значне проковзування заднього колеса. Спідвей відбувається на овальній трасі з пухкою поверхнею бруду, сигрів або сланців. Наїздники їдуть в заносі, використовуючи екстремальний вид контркерумвання, який підтримується протягом усього повороту.
Термін також використовується в обговоренні техніки водіння автомобіля, яка називається дрифт .